# Daphnella ticaonica
Daphnella ticaonica é uma espécie de gastrópode do gênero Daphnella, pertencente à família Raphitomidae.